# Volvo Car Open 2021
Volvo Car Open 2021 byl tenisový turnaj ženského profesionálního okruhu WTA Tour, hraný v areálu Family Circle Tennis Center na otevřených dvorcích se zelenou antukou. Konal se mezi 5. až 11. dubnem 2021 v jihokarolínském Charlestonu jako čtyřicátý osmý ročník turnaje.
Turnaj disponoval rozpočtem 565 530 dolarů a řadil se do kategorie WTA 500. Nejvýše nasazenou hráčkou ve dvouhře se stala australská světová jednička Ashleigh Bartyová. Jako poslední přímá účastnice do singlové soutěže nastoupila 151. hráčka žebříčku, Američanka Francesca Di Lorenzová.
Ročník 2020 byl zrušen pro pandemii covidu-19. V únoru 2021 učinili organizátoři rozhodnutí na základě průběhu infekce, že se turnaj odehraje bez diváků.
První singlový titul na okruhu WTA Tour vybojovala 23letá Ruska Veronika Kuděrmetovová, která v celém turnaji neztratila žádný set. Bodový zisk ji posunul na nové kariérní maximum, 29. příčku žebříčku. Čtyřhru ovládly americko-nizozemské turnajové jedničky Nicole Melicharová a Demi Schuursová, které získaly třetí společnou trofej.

## Distribuce bodů a finančních odměn

### Distribuce bodů
| Soutěž  | vítězky | finalistky | semifinalistky | čtvrtfinalistky | 16 v kole | 32 v kole | 56 v kole | Q  | Q2 | Q1 |
| ------- | ------- | ---------- | -------------- | --------------- | --------- | --------- | --------- | -- | -- | -- |
| dvouhra | 470     | 305        | 185            | 100             | 55        | 30        | 1         | 25 | 13 | 1  |
| čtyřhra | 470     | 305        | 185            | 100             | 1         | —         | —         | —  | —  | —  |

### Finanční odměny
| Soutěž                                | vítězky  | finalistky | semifinalistky | čtvrtfinalistky | 16 v kole | 32 v kole | 56 v kole | Q2      | Q1      |
| ------------------------------------- | -------- | ---------- | -------------- | --------------- | --------- | --------- | --------- | ------- | ------- |
| dvouhra                               | 68 570 $ | 50 130 $   | 26 745 $       | 12 670 $        | 6 480 $   | 4 100 $   | 3 330 $   | 2 000 $ | 1 020 $ |
| čtyřhra                               | 25 230 $ | 17 750 $   | 10 000 $       | 5 500 $         | 3 500 $   | —         | —         | —       | —       |
| částky ve čtyřhře jsou uváděny na pár |          |            |                |                 |           |           |           |         |         |

## Ženská dvouhra

### Nasazení
| Stát                           | Hráčka                 | WTA | Nasazení |
| ------------------------------ | ---------------------- | --- | -------- |
| Austrálie                      | Ashleigh Bartyová      | 1.  | 1.       |
| USA                            | Sofia Keninová         | 4.  | 2.       |
| Česko                          | Petra Kvitová          | 10. | 3.       |
| Nizozemsko                     | Kiki Bertensová        | 11. | 4.       |
| Švýcarsko                      | Belinda Bencicová      | 12. | 5.       |
| Španělsko                      | Garbiñe Muguruzaová    | 13. | 6.       |
| Belgie                         | Elise Mertensová       | 17. | 7.       |
| USA                            | Madison Keysová        | 19. | 8.       |
| Česko                          | Markéta Vondroušová    | 21. | 9.       |
| Kazachstán                     | Jelena Rybakinová      | 24. | 10.      |
| Tunisko                        | Ons Džabúrová          | 28. | 11.      |
| USA                            | Amanda Anisimovová     | 31. | 12.      |
| Kazachstán                     | Julia Putincevová      | 33. | 13.      |
| USA                            | Coco Gauffová          | 36. | 14.      |
| Rusko                          | Veronika Kuděrmetovová | 37. | 15.      |
| Čína                           | Čang Šuaj              | 43. | 16.      |
| Česko                          | Marie Bouzková         | 47. | 17.      |
| Žebříček WTA k 22. březnu 2021 |                        |     |          |

### Jiné formy účasti
Následující hráčky obdržely divokou kartu do hlavní soutěže:
- Hailey Baptisteová
- Belinda Bencicová
- Petra Kvitová
- Emma Navarrová
- Markéta Vondroušová

Následující hráčky nastoupily do hlavní soutěže pod žebříčkovou ochranou: 
- Anastasija Potapovová
- Jaroslava Švedovová

Následující hráčky postoupily z kvalifikace:
- Magdalena Fręchová
- Desirae Krawczyková
- Grace Minová
- Asia Muhammadová
- Kurumi Naraová
- Storm Sandersová
- Gabriela Talabăová
- Natalja Vichljancevová

Následující hráčky postoupily z kvalifikace jako tzv. šťastné poražené:
- Harriet Dartová
- Caroline Dolehideová
- Wang Sin-jü

### Odhlášení
před zahájením turnaje
- Irina-Camelia Beguová → nahradila ji  Leylah Fernandezová
- Kiki Bertensová → nahradila ji  Wang Sin-jü
- Anna Blinkovová → nahradila ji  Tímea Babosová
- Danielle Collinsová → nahradila ji  Martina Trevisanová
- Fiona Ferrová → nahradila ji  Anastasija Potapovová
- Polona Hercogová → nahradila ji  Nao Hibinová
- Kaia Kanepiová → nahradila ji  Caroline Dolehideová
- Anett Kontaveitová → nahradila ji  Harriet Dartová
- Barbora Krejčíková → nahradila ji  Danka Kovinićová
- Ann Liová → nahradila ji  Misaki Doiová
- Jeļena Ostapenková → nahradila ji  Christina McHaleová
- Anastasija Pavljučenkovová → nahradila ji  Cvetana Pironkovová
- Jessica Pegulaová → nahradila ji  Zarina Dijasová
- Rebecca Petersonová → nahradila ji  Renata Zarazúová
- Maria Sakkariová → nahradila ji  Francesca Di Lorenzová
- Laura Siegemundová → nahradila ji  Ljudmila Samsonovová
- Kateřina Siniaková → nahradila ji  Lauren Davisová
- Jil Teichmannová → nahradila ji  Madison Brengleová
- Heather Watsonová → nahradila ji  Caty McNallyová

### Skrečování
- Jelena Rybakinová

## Ženská čtyřhra

### Nasazení
| Stát                                                                       | Hráčka             | Stát       | Hráčka                 | WTA | Nasazení |
| -------------------------------------------------------------------------- | ------------------ | ---------- | ---------------------- | --- | -------- |
| USA                                                                        | Nicole Melicharová | Nizozemsko | Demi Schuursová        | 23. | 1.       |
| Maďarsko                                                                   | Tímea Babosová     | Rusko      | Veronika Kuděrmetovová | 30. | 2.       |
| Čína                                                                       | Sü I-fan           | Čína       | Čang Šuaj              | 39. | 3.       |
| Chile                                                                      | Alexa Guarachiová  | USA        | Desirae Krawczyková    | 39. | 4.       |
| Žebříček WTA k 22. březnu 2021; číslo je součtem umístění obou členek páru |                    |            |                        |     |          |

### Jiné formy účasti
Následující pár obdržel divokou kartu do hlavní soutěže:
- Caroline Dolehideová /  Emma Navarrová

Následující páry nastoupily do čtyřhry pod žebříčkovou ochranou: 
- Oxana Kalašnikovová /  Alla Kudrjavcevová
- Vania Kingová /  Jaroslava Švedovová
- Ellen Perezová /  Coco Vandewegheová

### Odhlášení
před zahájením turnaje
- Ashleigh Bartyová /  Storm Sandersová → nahradily je  Misaki Doiová /  Nao Hibinová
- Anna Blinkovová /  Lucie Hradecká → nahradily je  Oxana Kalašnikovová /  Alla Kudrjavcevová

## Přehled finále

### Ženská dvouhra
- Veronika Kuděrmetovová vs.  Danka Kovinićová, 6–4, 6–2

### Ženská čtyřhra
- Nicole Melicharová /  Demi Schuursová vs.  Marie Bouzková /  Lucie Hradecká, 6–2, 6–4